# Thomas Rodríguez
Thomas Rodríguez Trogsar (Santiago, Chile, 25 de abril de 1996) es un futbolista chileno. Juega de Delantero y su equipo actual es Juventud de las Piedras de la Primera División de Uruguay.
Es hijo del también exfutbolista Leonardo Rodríguez, quien fuera campeón con Universidad de Chile y la selección argentina.

## Trayectoria
Tuvo pasos por River Plate y Vélez Sarsfield en su carrera juvenil antes de unirse a Banfield.
Hizo su debut el 1 de noviembre de 2015, entrando como suplente en la segunda mitad en una victoria por liga ante Rosario Central, siendo este su único partido en el campeonato.
En la Liga 2016 jugó como titular varios partidos, ya que se vendieron varios jugadores del torneo anterior. Ya en la siguiente temporada tuvo un buen rendimiento que llamó la atención del Genoa FC. Nunca pudo afianzarse como titular, pero sus buenas actuaciones ingresando desde el banco hicieron que llegue al Genoa.
Después de su paso por Genoa CFC, el 7 de agosto de 2018 se oficializa la llegada al cuadro chileno Unión La Calera. Logrando en dos años y medio dos clasificaciones a la Copa Sudamericana y en el año 2020, obteniendo con grandes actuaciones, el subcampeonato, la mejor campaña de Unión La Calera en toda su historia. 
El 23 de febrero del 2021 se oficializó, junto a otros jugadores, su arribo a la Universidad de Chile después de una gran temporada en Unión La Calera, teniendo 3 convocatorias a microciclos de la selección Chilena. Tras una pésima campaña en el conjunto laico, en febrero de 2022 se anuncia su regreso a Unión La Calera. En enero de 2023 es anunciado como nuevo jugador de Unión Española.Luego de disputar 9 partidos sin convertir goles, en enero de 2024 es anunciado como refuerzo de Audax Italiano. Tras una mala campaña, que incluso lo llevaron a hacerse viral por desperdiciar opciones inmejorables de gol,En agosto de 2024 se anuncia su firma por el Burgos C. F. de la Segunda División de España.
Tras 4 meses en donde jugó 2 partidos por Liga y uno por Copa del rey, en enero se anuncia la recisión de su contrato, firmando por el Juventud de las Piedras de la Primera División de Uruguay.

## Estadísticas

### Clubes
| Club                         | Div                 | Temporada           | Liga  | Liga  | Liga   | Copas nacionales | Copas nacionales | Copas nacionales | Torneos internacionales | Torneos internacionales | Torneos internacionales | Total | Total | Total  |
| Club                         | Div                 | Temporada           | Part. | Goles | Asist. | Part.            | Goles            | Asist.           | Part.                   | Goles                   | Asist.                  | Part. | Goles | Asist. |
| ---------------------------- | ------------------- | ------------------- | ----- | ----- | ------ | ---------------- | ---------------- | ---------------- | ----------------------- | ----------------------- | ----------------------- | ----- | ----- | ------ |
| Banfield Argentina           | 1.ª                 | 2015                | 1     | 0     | 0      | 0                | 0                | 0                | —                       | —                       | —                       | 1     | 0     | 0      |
| Banfield Argentina           | 1.ª                 | 2016                | 8     | 0     | 0      | 1                | 0                | 0                | —                       | —                       | —                       | 9     | 0     | 0      |
| Banfield Argentina           | 1.ª                 | 2016-17             | 12    | 0     | 0      | —                | —                | —                | —                       | —                       | —                       | 12    | 0     | 0      |
| Banfield Argentina           | Total club          | Total club          | 21    | 0     | 0      | 1                | 0                | 0                | 0                       | 0                       | 0                       | 22    | 0     | 0      |
| Genoa FC · Italia            | 1.ª                 | 2017-18             | —     | —     | —      | 1                | 0                | 0                | —                       | —                       | —                       | 1     | 0     | 0      |
| Genoa FC · Italia            | Total club          | Total club          | 0     | 0     | 0      | 1                | 0                | 0                | 0                       | 0                       | 0                       | 1     | 0     | 0      |
| Unión La Calera · Chile      | 1.ª                 | 2018                | 8     | 1     | 0      | —                | —                | —                | —                       | —                       | —                       | 8     | 1     | 0      |
| Unión La Calera · Chile      | 1.ª                 | 2019                | 16    | 3     | 3      | 3                | 0                | 0                | 2                       | 0                       | 0                       | 21    | 4     | 3      |
| Unión La Calera · Chile      | 1.ª                 | 2020                | 28    | 4     | 2      | —                | —                | —                | 4                       | 1                       | 0                       | 32    | 5     | 2      |
| Universidad de Chile · Chile | 1.ª                 | 2021                | 18    | 0     | 0      | 2                | 0                | 0                | 2                       | 0                       | 0                       | 22    | 0     | 0      |
| Universidad de Chile · Chile | Total club          | Total club          | 18    | 0     | 0      | 2                | 0                | 0                | 2                       | 0                       | 0                       | 22    | 0     | 0      |
| Unión La Calera · Chile      | 1.ª                 | 2022                | 7     | 0     | 0      | 0                | 0                | 0                | 5                       | 0                       | 0                       | 12    | 0     | 0      |
| Unión La Calera · Chile      | Total club          | Total club          | 59    | 9     | 5      | 3                | 0                | 0                | 11                      | 1                       | 0                       | 73    | 11    | 5      |
| Unión Española · Chile       | 1.ª                 | 2023                | 9     | 0     | 1      | 2                | 0                | 0                | —                       | —                       | —                       | 11    | 0     | 1      |
| Unión Española · Chile       | Total club          | Total club          | 9     | 0     | 1      | 2                | 0                | 0                | 0                       | 0                       | 0                       | 11    | 0     | 1      |
| Audax Italiano · Chile       | 1.ª                 | 2024                | 11    | 0     | 1      | 0                | 0                | 0                | —                       | —                       | —                       | 0     | 0     | 0      |
| Audax Italiano · Chile       | Total               | Total               | 11    | 0     | 1      | 0                | 0                | 0                | 0                       | 0                       | 0                       | 11    | 0     | 1      |
| Total en su carrera          | Total en su carrera | Total en su carrera | 118   | 9     | 7      | 9                | 0                | 0                | 13                      | 1                       | 0                       | 140   | 10    | 7      |
| 1. 2. 3.                     |                     |                     |       |       |        |                  |                  |                  |                         |                         |                         |       |       |        |